# Lappula sinaica
Lappula sinaica är en strävbladig växtart som först beskrevs av Dc., och fick sitt nu gällande namn av Aschers. och Schweinf. Lappula sinaica ingår i släktet piggfrön, och familjen strävbladiga växter. Inga underarter finns listade i Catalogue of Life.